# Кратеропа брунатна
Кратеро́па брунатна (Argya aylmeri) — вид горобцеподібних птахів родини Leiothrichidae. Мешкає в Східній Африці.

## Опис
Довжина птаха становить 21–22 см. Верхня частина тіла сіро-коричнева, голова рудувата. Нижня частина тіла бежева, горло і груди поцятковані лускоподібним візерунком. Дзьоб жовтий, навколо очей пляма голої світло-лілової шкіри.

## Підвиди
Виділяють чотири підвиди:
- A. a. aylmeri Shelley, 1885 — південно-східна Ефіопія і Сомалі;
- A. a. boranensis Benson, 1947 — південна Ефіопія і північна Кенія;
- A. a. keniana Jackson, FJ, 1910 — від центральної Кенії до північно-східної Танзанії;
- A. a. mentalis Reichenow, 1887 — північ центральної Танзанії.

## Поширення і екологія
Брунатні кратеропи мешкають в Ефіопії, Сомалі, Кенії і Танзанії. Вони живуть в сухих чагарникових заростях, на луках, пасовищах і плантаціях. Живляться безхребетними, а також насінням і дрібними плодами.